# Wouri (departament)
Departament Wouri – departament w Regionie Nadmorskim w Kamerunie ze stolicą w Duala.
W departamencie Wouri żyje około 1 515 tys. mieszkańców na powierzchni 923 km².